# Hoplopleura nasvikae
Hoplopleura nasvikae är en insektsart som beskrevs av Kim och Emerson 1968. Hoplopleura nasvikae ingår i släktet Hoplopleura och familjen gnagarlöss. Inga underarter finns listade i Catalogue of Life.